# نظام سلامة المفاعلات النووية

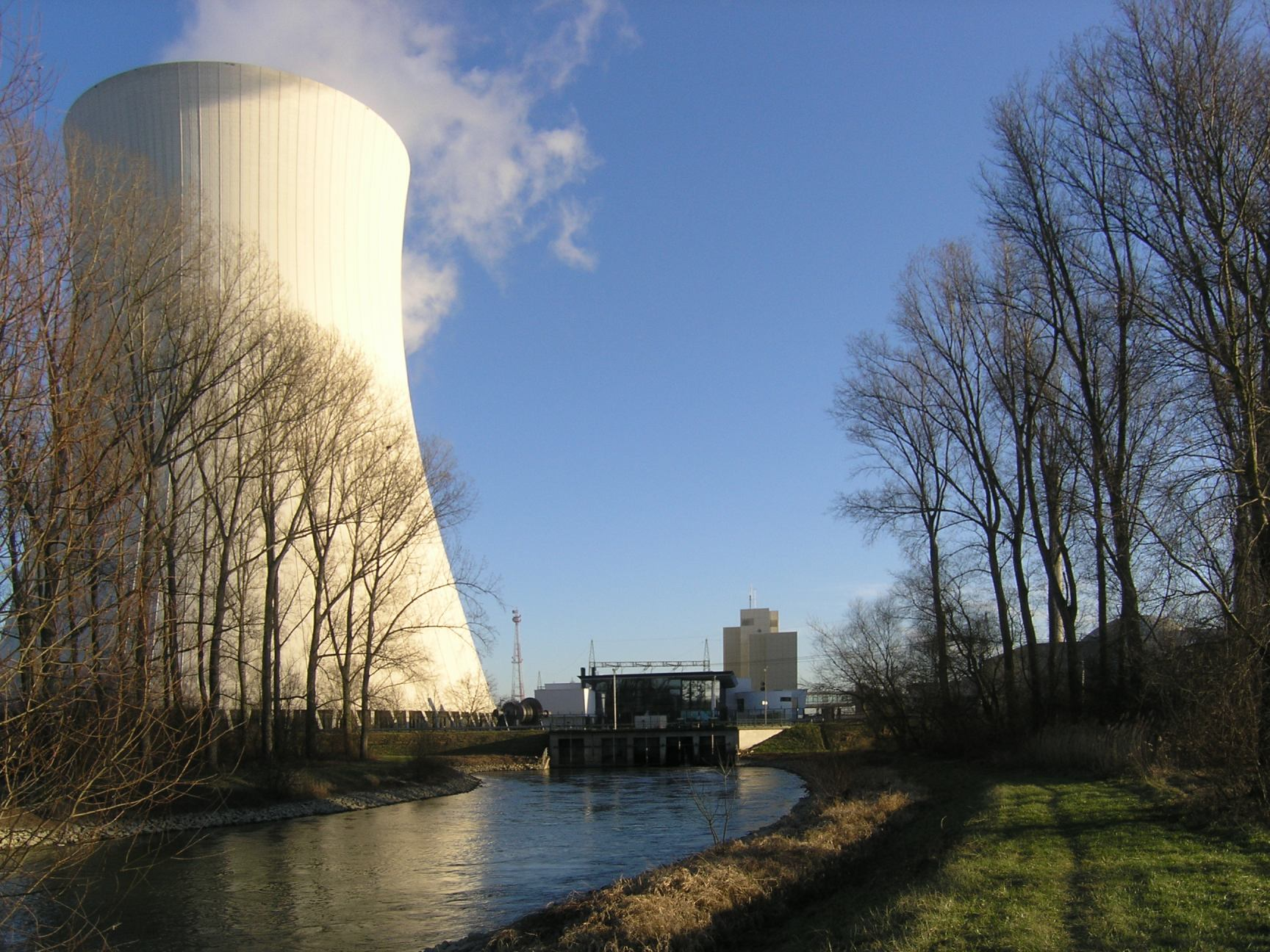
برج التبريد في محطة فيليبسبرج للطاقة النووية

نظام سلامة المفاعلات النووية وهي عبارة عن ثلاثة أهداف رئيسية لنظم سلامة المفاعلات النووية كما حددتها لجنة تنظيم الطاقة النووية الأمريكية وهي:
- إغلاق المفاعل.
- الحفاظ عليه في حالة إيقاف التشغيل.
- منع إطلاق المواد المشعة.

## نظام حماية المفاعلات
تم تصميم نظام حماية المفاعلات لإنهاء التفاعل النووي فوراً ومن خلال كسر سلسلة التفاعل يتم التخلص من مصدر الحرارة. ويمكن استخدام أنظمة أخرى لإزالة التسخين من قلب المفاعل. وجميع محطات الطاقة النووية لديها بروتوكول لنظام حماية المفاعلات.

### قضبان التحكم
قضبان التحكم هي سلسلة من القضبان التي يمكن إدخالها بسرعة في قلب المفاعل لامتصاص النيوترونات وإنهاء التفاعل النووي بسرعة. وهي تتكون عادة من:
- الأكتينيدات
- اللانثينيدات
- المعادن الانتقالية
- البورون

كونها ماصة للنيترون فإن السبائك المستخدمة يجب أن يكون لها على الأقل معامل انخفاض في التمدد الحراري بحيث لا تكون مربوطة تحت درجات حرارة عالية ويجب أن تكون معدنية ذاتية التزييت على المعدن وذلك لأن درجات الحرارة التي تعاني منها زيوت تشحيم المفاعلات النووية تنعدم بسرعة.

### السيطرة على السوائل الإحتياطية
تكون مفاعلات الماء المغلي قادرة على تنظيف المفاعل بالكامل بمساعدة قضبان التحكم الخاصة به. ومع ذلك فإن نظام التحكم في السائل الاحتياطي (SLC) يتكون من محلول يحتوي على حمض البوريك والذي يعمل كسم نيتروني ويفيض قلب المفاعل بسرعة في حالة حدوث مشاكل مع توقف التفاعل المتسلسل.
كما يمكن لمفاعلات الماء المضغوط ضغط المفاعل بالكامل بمساعدة قضبان التحكم الخاصة به. كما يستخدم حمض البوريك لإجراء تعديلات دقيقة على مستوى طاقة المفاعل أو التفاعل باستخدام نظام التحكم في المواد الكيميائية وتمتلك ثلاثة مصادر لمياه التبريد الاحتياطية وحقن الضغط العالي وحقن الضغط المنخفض وخزانات الفيضان الأساسية.

## نظام المياه الأساسية
يقوم نظام خدمة المياه الأساسي بتدوير الماء الذي يبرد المبدلات الحرارية للمبنى والمكونات الأخرى قبل تبديد الحرارة في البيئة المحيطة بالمفاعل لأن هذا يشمل تبريد الأنظمة التي تزيل الحرارة المتحللة من النظام الأساسي وأحواض تبريد قضبان الوقود المستنفد حيث ان نظام خدمة المياه الأساسي هو نظام حرج للسلامة. ونظرًا لأن المياه يتم سحبها بشكل متكرر من نهر مجاور أو بحر أو أي هيئة مائية كبيرة أخرى يمكن أن يتعطل النظام عن طريق الأعشاب البحرية أوالكائنات البحرية والتلوث النفطي. في المواقع التي ليس بها حجم كبير من الماء لتبديد الحرارة يتم إعادة تدوير المياه عبر برج التبريد.
كان فشل نصف مضخات نظام خدمة المياه الأساسي أحد العوامل التي عرّضت السلامة في فيضان محطة توليد كهرباء بلاييه النووية في عام 1999 في حين أن الخسارة الكلية حدثت خلال حادثتي فوكوشيما في عام 2011.

## نظم التبريد الأساسية في حالات الطوارئ

نظام حقن المبرد بالضغط العالي

تم تصميم أنظمة التبريد الأساسية للطوارئ لإغلاق المفاعل النووي بأمان أثناء ظروف الحوادث. حيث يسمح النظام للمفاعل بالاستجابة لمجموعة متنوعة من حالات الحوادث وإضافة إلى ذلك التكرار حتى يمكن إيقاف تشغيل المحطة حتى مع فشل نظام فرعي واحد أو أكثر.
في معظم المفاعلات يتألف نظم التبريد الأساسية في حالات الطوارئ من الأنظمة التالية:

### نظام حقن المبرد بالضغط العالي
يتكون نظام حقن سائل التبريد بالضغط العالي من مضخة أو مضخات لها ضغط كاف لحقن سائل التبريد في وعاء المفاعل أثناء الضغط عليه. وهو مصمم لمراقبة مستوى سائل التبريد في وعاء المفاعل ويقوم تلقائيًا بضخ سائل التبريد عندما ينخفض المستوى. هذا النظام هو عادة خط الدفاع الأول للمفاعل لأنه يمكن استخدامه حتى مع ارتفاع الضغط.

### نظام إزالة الضغط التلقائي

نظام إزالة الضغط التلقائي

يتكون نظام إزالة الضغط التلقائي من سلسلة من الصمامات التي تفتح للتبريد بالبخار عدة أقدام تحت سطح مجموعة كبيرة من المياه السائلة في احتواء الضغط (تستخدم عادة في تصميمات مفاعل الماء المغلي ) أو مباشرة في هيكل الاحتواء الأساسي في الأنواع الأخرى من الاحتواءات مثل احتواء المكثف الجاف أو الثلج المكثف (تستخدم عادة في تصميمات مفاعلات الماء المضغوط). يعمل تشغيل هذه الصمامات على تخفيف الضغط على وعاء المفاعل ويسمح بتشغيل أنظمة حقن سائل التبريد منخفضة الضغط والتي تتمتع بقدرات كبيرة جدًا مقارنة بأنظمة الضغط المرتفع. تكون بعض أنظمة إزالة الضغط التلقائية بعملها تلقائيا في حين أن بعض المفاعلات قد تتطلب من المشغلين تنشيطها يدويًا. في مفاعلات الماءالمضغوط التي تحتوي على حاويات مكثفة جافة تسمى صمامات النظام بصمامات الإطلاق التجريبية.

### نظام حقن سائل التبريد بالضغط المنخفض
يتكون نظام حقن سائل التبريد بالضغط المنخفض من مضخة أو مضخات تضخ سائل التبريد في وعاء المفاعل بمجرد نزع ضغطه في بعض محطات الطاقة النووية حيث أن نظام حقن سائل التبريد بالضغط المنخفض عبارة عن طريقة تشغيل نظام إزالة الحرارة المتبقية بشكل عام ليس نظام قائم بذاته.

### نظام الرش الأساسي
يستخدم هذا النظام (أنابيب مزودة بمجموعة من فوهات الرش الصغيرة) داخل وعاء ضغط المفاعل من أجل رش الماء مباشرة على قضبان الوقود مما يؤدي إلى كبت توليد البخار. يمكن أن تتضمن تصميمات المفاعلات البخاخ الأساسي في أوضاع الضغط المرتفع والضغط المنخفض.

### نظام رش الاحتواء
يتكون هذا النظام من سلسلة من المضخات التي تقوم برش المبرد في الجزء العلوي من هيكل الاحتواء. وهي مصممة لتكثيف البخار في السائل داخل هيكل الاحتواء من أجل منع الضغط الزائد ودرجة الحرارة الزائدة مما قد يؤدي إلى التسرب ويليه خفض الضغط.

### نظام التبريد العازل
غالبًا ما يكون هذا النظام عبارة عن توربين بخاري لتوفير مياه كافية لتبريد المفاعل بأمان إذا كان مبنى المفاعل معزولًا عن مباني التحكم والتوربين. يمكن تشغيل مضخات التبريد التي تعمل بضغط توربين مع أجهزة تحكم تعمل بالهواء المضغوط بسرعات قابلة للتعديل ميكانيكيًا بدون طاقة البطارية أو مولد الطوارئ أو الطاقة الكهربائية خارج الموقع. نظام التبريد العازل هو نظام دفاعي ضد حالة تعرف باسم تعتيم المحطة مع الأخذ بالاعتبار بأنه لا توجد به وظيفة حوادث تبريد منخفضة. بالنسبة لمفاعلات الماء المضغوط يعمل هذا النظام في دائرة التبريد الثانوية ويسمى نظام مياه التغذية المساعدة.

## الأنظمة الكهربائية للطوارئ
```
تستقبل 
محطات الطاقة النووية
 الطاقة من خارج الموقع ومع ذلك فقد يفقد مفاعل ما القدرة على الوصول إلى مصدر الطاقة أثناء وقوع حادث وبالتالي قد يكون مطلوبًا لتوليد الطاقة توفير أنظمة طوارئ خاصة به تتكون هذه الأنظمة الكهربائية عادة من مولدات 
الديزل
 
والبطاريات
.
[
6
]
```

### مولدات الديزل
يتم توظيف مولدات الديزل لتشغيل الموقع خلال حالات الطوارئ. وهي في غالب تكون بحجمها بحيث يمكن لأي فرد توفير كل الطاقة اللازمة لإغلاق المنشأة أثناء الطوارئ. بالإضافة إلى ذلك فإن الأنظمة المطلوبة لإغلاق المفاعل لديها مصادر كهربائية منفصلة (غالباً مولدات منفصلة) بحيث لا تؤثر على قدرة إيقاف التشغيل.

### كابينة مولد المحرك
يمكن أن يحدث فقدان الطاقة الكهربائية فجأة ويمكن أن يؤدي إلى تلف المعدات ولمنع الضرر يمكن ربط المولدات الكهربائية بالكابينة التي يمكن أن توفر الطاقة الكهربائية الغير المنقطعة للأجهزة لفترة قليلة وغالبًا ما يتم استخدامها لتوفير الطاقة الكهربائية حتى يمكن تحويل إمداد الكهرباء إلى البطاريات أو مولدات الديزل.

### بطاريات
تشكل البطاريات في الغالب نظام كهربائي احتياطي نهائي كما أنها قادرة على توفير طاقة كهربائية كافية لإيقاف تشغيل المفاعل.

## أنظمة الإحتواء
تم تصميم أنظمة الاحتواء لمنع إطلاق المواد المشعة في البيئة وهي:

### تكسية الوقود
إن تكسية الوقود هي الطبقة الأولى من الحماية حول الوقود النووي وهي مصممة لحماية الوقود من التآكل الذي ينشر مادة الوقود في جميع أنحاء دائرة سائل تبريد المفاعل. في معظم المفاعلات يأخذ شكل طبقة معدنية كما أنه يعمل على احتجاز مواد الانشطار وتحديداً التي تكون غازية عند درجة حرارة تشغيل المفاعل مثل الكريبتون والزينون واليود. ويجب تطويره بحيث يمتص الإشعاع قدر الإمكان لهذا السبب يتم استخدام مواد مثل المغنيسيوم والزركونيوم في المقاطع العرضية للقطب المنخفض من النيوترونات.

### وعاء المفاعل
وعاء المفاعل هو الطبقة الأولى من الحماية حول الوقود النووي وعادة ما يكون مصمما لاحتجاز معظم الإشعاع المنطلق خلال التفاعل النووي وأيضًا لتحمل الضغوط العالية.

### الاحتواء الأساسي
يتكون نظام الاحتواء الأساسي عادة من هيكل معدني كبير وخرساني (غالباً ما يكون على شكل أسطوانه) يحتوي على وعاء المفاعل. في معظم المفاعلات يحتوي أيضا على أنظمة ملوثة بالإشعاع. تم تصميم نظام الاحتواء الأساسي بحيث يصمد أمام الضغوط الداخلية القوية الناتجة عن التسرب أو خفض الضغط المتعمد لحوض المفاعل.

### الاحتواء الثانوي
تحتوي بعض المحطات على نظام احتواء ثانوي يشمل النظام الأساسي وهذا أمر شائع جدا في مفاعلات الماء المضغوط لأن معظم أنظمة البخار بما في ذلك التوربينات تحتوي على مواد مشعة.

### النواة الأساسية
في حالة الانصهار الكامل من المتوقع أن ينتهي المطاف بالوقود على الأرضية الخرسانية لمبنى الاحتواء الأولي. يمكن أن تتحمل الخرسانة قدرًا كبيرًا من الحرارة. لم يكن لمفاعل تشيرنوبيل مبنى احتواء ولكن تم إيقاف النواة في النهاية من الأساس الخرساني. بسبب المخاوف من أن النواة سوف تذوب في طريقها من خلال الخرسانة تم اختراع «جهاز النواة الأساسي» وحفر تحت المفاعل مع نية لتثبيت مثل هذا الجهاز. يحتوي الجهاز على كمية من المعدن المصمم للإذابة ويخفف من الكوريوم ويزيد توصيله الحراري ويمكن بعد ذلك تبريد الكتلة المعدنية المخففة عن طريق المياه المستخدمة في الأرض. اليوم تم تجهيز جميع المفاعلات الجديدة المصممة من قبل روسيا بنفس الطريقة في أسفل مبنى الاحتواء.

## نظام معالجة الغاز الإحتياطي
نظام معالجة الغاز الاحتياطي هو جزء من نظام الاحتواء الثانوي. يقوم نظام معالجة الغاز الاحتياطي بتصفية ومضخة الهواء من الاحتواء الثانوي إلى البيئة ويحافظ على ضغط سلبي داخل الاحتواء الثانوي للحد من إطلاق المواد المشعة.
يتكون نظام معالجة الغاز الاحتياطي بشكل عام من:
- عامل تصفية
- سخان كهربائي
- مرشح الفحم المنشط
- مروحة العادم والصمامات المرتبطة بها
- مجاري الهواء
- المخمدات والأجهزة والضوابط

تعتبر الإشارات التي تنقل نظام معالجة الغاز الاحتياطي ذات طبيعة خاصة بالمفاعل وعادة ما ترتبط مع السخانات الكهربائية وحالة ارتفاع درجة الحرارة في فلاتر الفحم.

## التهوية والحماية من الإشعاع
في حالة الإطلاق الإشعاعي تحتوي معظم المفاعلات على نظام مصمم لإزالة النشاط الإشعاعي من الهواء لتقليل آثار إطلاق النشاط الإشعاعي على الموظفين. يتكون هذا النظام عادة من تهوية الاحتواء التي تزيل النشاط الإشعاعي والبخار من الاحتواء الأولي. يضمن تهوية غرفة التحكم حماية مشغلي المحطة ويتكون هذا النظام في الغالب من فلاتر الفحم التي تعمل على إزالة النظائر المشعة من الهواء.